# Ödestugu
Ödestugu är en småort och kyrkby i Ödestugu socken i Jönköpings kommun, i Jönköpings län, belägen cirka 8 kilometer sydost om Jönköping. 
Ödestugu kyrka ligger här.
Busslinje 130, med 3 dagliga dubbelturer, har sin slutstation i Ödestugu.
Konstnären Gustaf Hellsing (1889-1974) kom från Ödestugu.